# Crocallis albarracina
Crocallis albarracina là một loài bướm đêm trong họ Geometridae.